# Małgorzata Sobieraj
Małgorzata Sobieraj, född 16 oktober 1982, är en polsk bågskytt. Hon deltog vid olympiska sommarspelen 2004 och 2008.